# Pierre Delbrun
Pierre Delbrun  (* 22. Juni 1605 in Cahors; † 12. August 1676 in Albi) war ein französischer Jesuit, Altphilologe, Romanist und Lexikograf.

## Leben
Delbrun trat 1625 in den Jesuitenorden ein. Er war zehn Jahre lang Sekretär des Provinzials der französischen Jesuiten. 
Als Lateinlehrer publizierte er kontrastive (vergleichende) Beschreibungen der französischen und lateinischen Sprache mit reichem phraseologischem Material. Besonders erfolgreich war sein französisch-lateinisches Wörterbuch mit dem Titel Grand Apparat (Werkzeug), in dem er zahlreiche (durch Übersetzung aus dem Latein Ciceros  gewonnene) französische Kontexte  ins Lateinische zurückübersetzte, was eine Art kontrastive Phraseologie ergab, gleichzeitig aber auch die Funktion eines französischen Wörterbuchs (mit Latein als Erklärungssprache) erfüllte, da einsprachige französische Wörterbücher vor 1680 nicht existierten.

## Werke (Auswahl)
- Commissurae gallico-latinae c’est à dire les Liaisons de la langue françoise, avec la latine, Toulouse 1644 (beispielreiche kontrastive Grammatik Französisch-Latein)
- L’Apparat françois, avec le latin recueilli du seul Ciceron, ensemble un supplement des mots nécessaires qui ne se trouvent pas dans ses oeuvres, tirés des meilleurs autheurs de la langue latine. Le tout enrichi d’un recueil des royaumes, provinces, villes, rivières, isles, montagnes & autres lieux de tout le monde, exprimez par le nom ancien & moderne, Toulouse 1650
  - Le grand apparat françois avec le latin recueilli de Cicéron et des meilleurs autheurs de la langue latine, 4. Aufl., Toulouse 1658 (bis 1705)